# Ateles geoffroyi

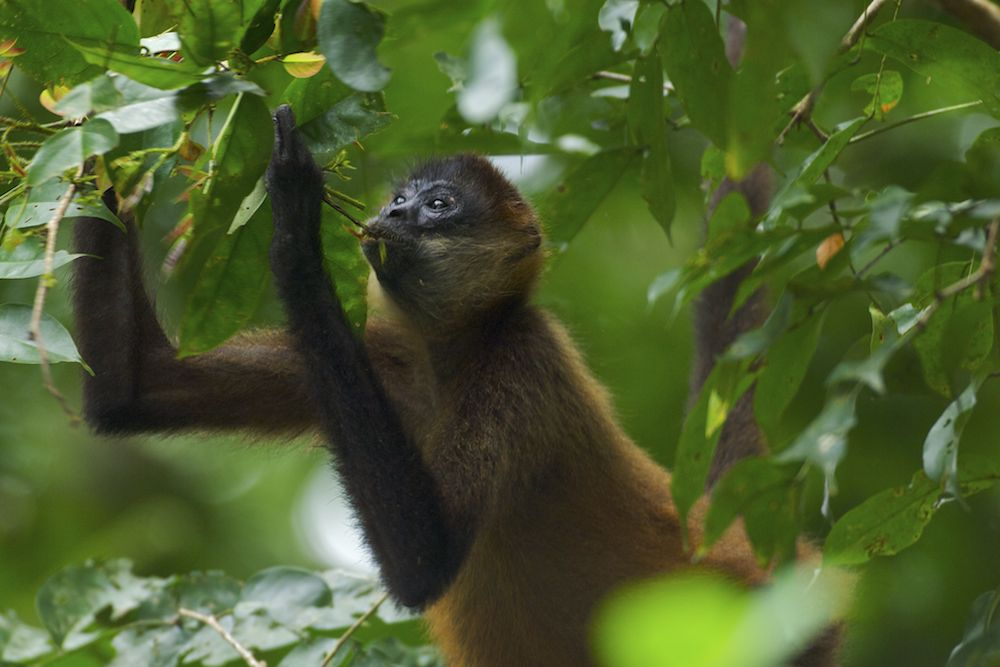
Mono araña de manos negras (Ateles geoffroyi ornatus) alimentándose de hojas, mostrando los excepcionalmente largos miembros que inspiran su nombre, en Tortuguero, Costa Rica.

El mono araña centroamericano, chango, mono araña o mono araña de Geoffroy (Ateles geoffroyi), también se conoce como mono araña de manos negras. La especie pertenece a la familia Atelidae (monos araña y aulladores). Es uno de los monos del Nuevo Mundo más grande. El macho mide entre 38 y 50 cm, la hembra entre 34 y 52 cm, ambos géneros pesan de 4 a 6 k y llegan a vivir de 27 a 30 años. Su tronco globular delgado posee brazos más largos que sus extremidades inferiores y su larga cola prensil  soporta todo su peso, funcionando como miembro adicional. Su dedo pulgar es vestigial, a cambio sus otros dedos son largos y fuertes en forma de gancho; esta adaptación le permite balancearse entre las ramas. Su cabeza es pequeña y el hocico proporcional. El pelaje superior puede ser negro, café o rojizo y el de su cara es a menudo marcado con una máscara pálida de piel despigmentada alrededor de ojos y hocico. Brazos y pies son obscuros y sus partes inferiores más pálidas (blanco, café pálido o rojizo). Se congrega en grupos de entre 6 y 40 miembros disgregándose en grupos más pequeños durante la noche en procura de comida. Se alimenta principalmente de pulpa de fruta. Requiere de grandes espacios para subsistir. Habita en el sur y este de México y en América Central hasta Panamá, alcanzando probablemente el extremo norte del Pacífico colombiano. La especie es representativa de la selva tropical y tiene un papel ecológico sobresaliente en la dispersión de semillas, participando en la regeneración y mantenimiento de la vegetación. La NOM-059-SEMARNAT-2010 de México le considera en peligro de extinción; y la UICN como especie en peligro. Este mono es fuente alimenticia de grupos mestizos e indígenas de América Central. También se le usa como mascota. Debido a lo anterior, así como a la deforestación, cacería y enfermedades, sus poblaciones han disminuido. También es comercializado porque la gente local cree que tiene propiedades medicinales. El mayor riesgo para la especie es la pérdida de hábitat.

## Distribución geográfica y hábitat
La especie se distribuye por la mayor parte de América Central en Panamá, Costa Rica, Nicaragua, Guatemala, Honduras, El Salvador, Belice y el sur de México. Se ha informado de la presencia de la subespecie A. g. grisescens en la región fronteriza entre Colombia y Panamá. Al occidente de Colombia y noreste de Panamá confluye con el rango de Ateles fusciceps, el cual es considerado por algunos autores subespecie del mono araña de Geoffroy.
Habita en varios tipos de bosque, que incluyen selva lluviosa, semicaduca y manglares. La densidad más alta de animales se encuentra en áreas de vegetación perennifolia.

## Taxonomía y filogenia

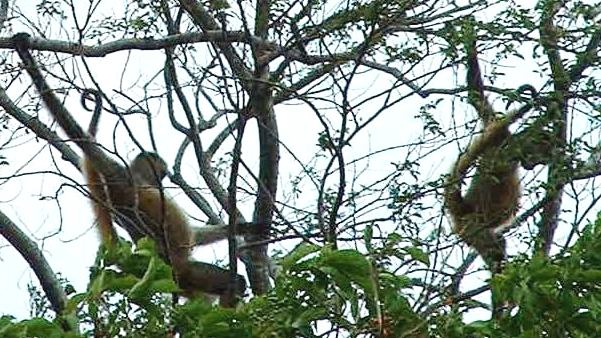
Miembro de la subespecie Ateles geoffroyi geoffroyi, en la provincia Guanacaste, Costa Rica.

El mono araña de Geoffroy pertenece a la familia Atelinae; el nombre específico se asignó en homenaje al naturalista francés Étienne Geoffroy Saint-Hilaire. De acuerdo a Groves existen cinco subespecies:
- A. g. geoffroyi, Nicaragua y Costa Rica
- A. g. grisescens, Panamá y Colombia
- A. g. ornatus, Costa Rica y Panamá
- A. g. vellerosus, México, Guatemala, Honduras, Nicaragua y El Salvador
- A. g. yucatanensis, México, Guatemala y Belice

Algunos investigadores también reconocen a A. g. azuerensis y A. g. frontatus como subespecies. El mono araña de cabeza negra (Ateles fusciceps) se considera una especie separada de A. geoffroyi por parte de autores como Groves (1989) y Rylands et al. (2006). Otros autores como Froelich (1991), Collins and Dubach (2001) y Nieves (2005), consideran a A. fusciceps un sinónimo de A. geoffroyi. Bajo este concepto las dos subespecies del mono araña de cabeza negra representan subespecies adicionales de A. geoffroyi, A. g. fusciceps y A. g. rufiventris.
Estudios recientes basados en ADN mitocondrial por Collins y Daubach (2000, 2001, 2006) indican que el mono araña de Geoffroy se encuentra relacionado más estrechamente con Ateles belzebuth y Ateles hybridus , que con Ateles paniscus. De acuerdo a estos estudios A. paniscus se separó de los otros monos araña hace alrededor de 3,27 millones de años y de los monos lanudos y muriquís (Lagothrix y Brachyteles) hace 3,59 millones de años.

## Descripción

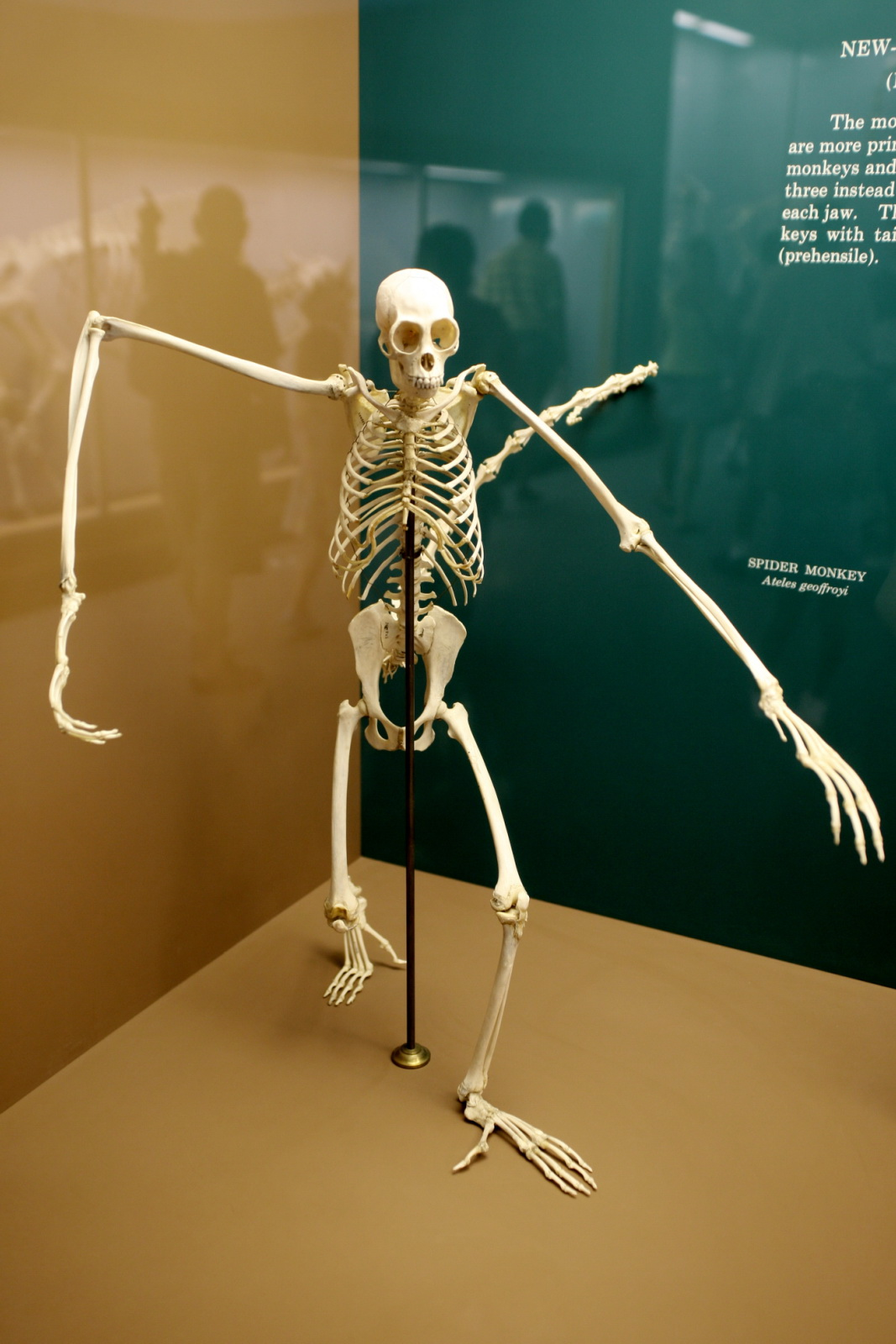
Esqueleto de Ateles geoffroyi.

El mono araña de Geoffroy es uno de los monos del Nuevo Mundo más grandes. Su talla, sin incluir la cola es grande oscila entre 30 y 63 cm y su peso entre 6 y 9 kg. La cola es más larga que el cuerpo y mide entre 63 y 85 cm. Los machos son ligeramente más grandes que las hembras.
Su color corporal varía entre las diferentes subespecies y poblaciones y varía entre rojizo, marrón o negro. Las manos y pies tienden a ser más obcuras que el resto del cuerpo. La cara con frecuencia tiene una máscara pálida alrededor de los ojos y hocico.
Sus brazos y piernas son largos y delgados. Los brazos son aproximadamente un 25% más largos que las piernas. Del pulgar solo se guarda un vestigio, pero los dedos restantes son largos y fuertes, confiriéndole a la mano forma de gancho. Estas características le confieren la cualidad de braquiar balanceándose entre las ramas de los árboles.
La cola prensil es un fuerte y posee en la punta una superficie en forma de palma en la punta. La cola funciona como un miembro adicional y se usa activamente en la locomoción, recoger frutas y agua de las oquedades de los árboles. Puede suspender el total del peso de su cuerpo colgado de la cola y a menudo adopta esta postura mientras se alimenta.
El clítoris en la hembra y largo y protruye de tal forma que se asemeja a un pene. Se cree que este carácter le ayuda a los machos a establecer la receptividad sexual de la hembra.

## Comportamiento

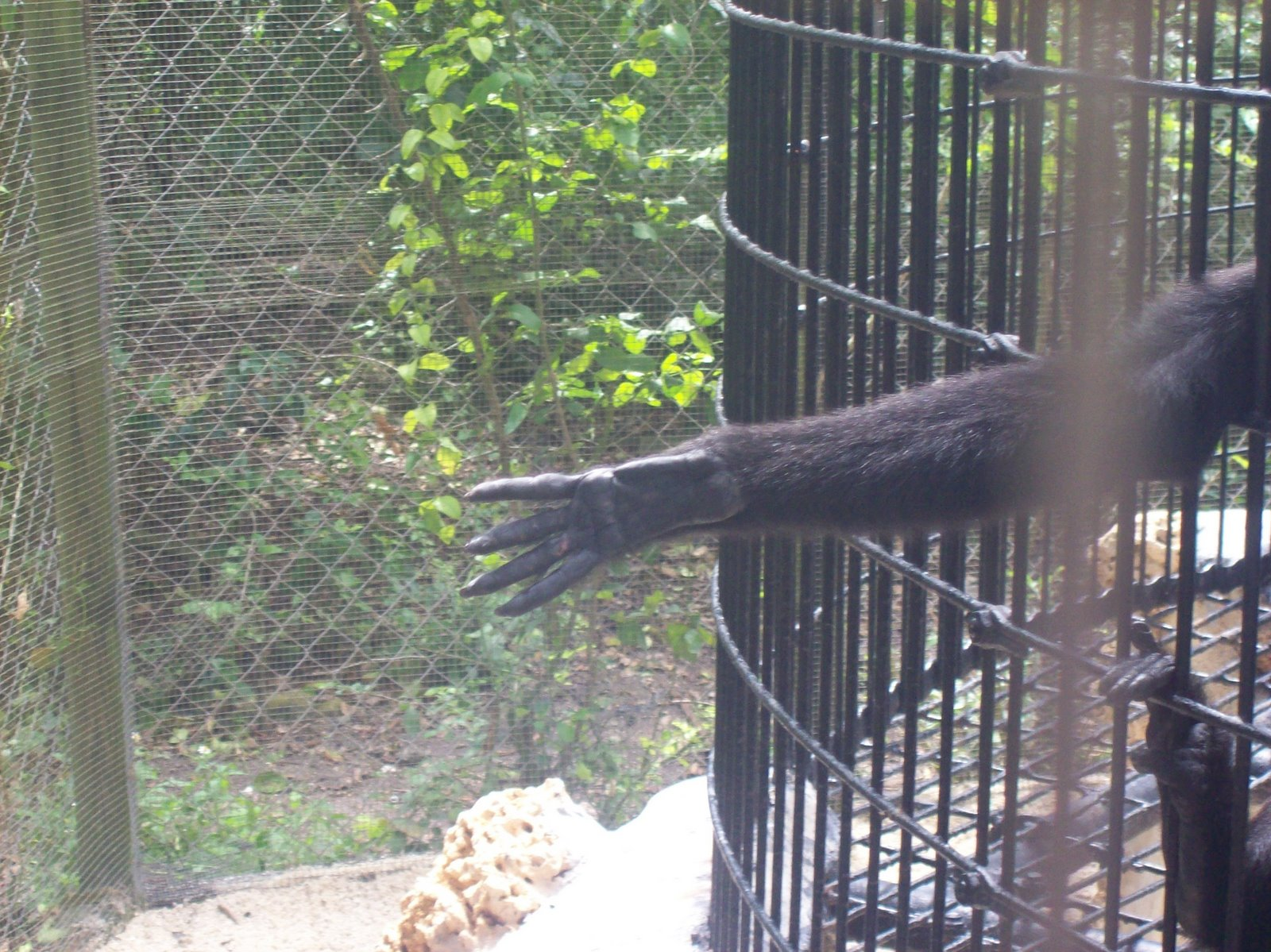
Las manos carentes de pulgar son útiles para braquiar.

El mono araña de Geoffroy es una especie arbórea y diurna que habita principalmente la cubierta superior de los árboles. Sin embargo, desciende al suelo con más frecuencia que otros monos araña. Vive en sociedades de fisión-fusión, con grupos de 20 a 42 miembros que se disgregan en pequeños grupos durante el día para alimentarse. Estos subgrupos suman normalmente de 2 a 6 miembros y en ocasiones se separan del grupo principal incluso durante la noche.
En el día cubren largos trechos del bosque en busca de comida de hasta 2000 m. El territorio de los grupos puede exceder las 900 ha. Los machos y dentro de ellos los individuos dominantes cubren trechos más largos durante el día. En algunos sitios la especie interactúa con el maicero cariblanco (Cebus capucinus). Estas interacciones incluyen acicalamiento mutuo.
Como formas de locomoción corren y caminan en posición cuadrúpeda y trepan, adicionalmente usan otras formas de locomoción como la braquiación y la suspensión asistida por la larga y fuerte cola prensil. Con menos frecuencia se movilizan balanceándose de la cola o se desplazan en posición cuadrúpeda bajo las ramas. No obstante, esta especie en particular usa este tipo de locomoción con menos frecuencia que otras especies de monos araña. El método que utiliza con más frecuencia para pasar entre las ramas, consiste en asir la nueva rama y traccionar de ella hasta tenerla a distancia para poder saltar sobre ella. Cuando lo requieren realizan saltos de paracaidista entre los árboles.

### Comunicación e inteligencia
La especie emite una amplia variedad de sonidos que incluyen ladridos, relinchos, chirridos, chillidos y gritos. Los ladridos son usualmente llamados de alarma. Los relinchos y gritos por lo general son llamados de malestar, pero también los emite al amanecer y anochecer. Cada animal emite sonidos característicos, lo cual permite el reconocimiento entre los diferentes individuos. Se ha investigado el uso de los relinchos, que comprenden entre 2 y 12 incrementos y disminuciones rápidas en el tono. Posiblemente estos se utilizan para advertir a otros miembros de la presencia de fuentes de alimento. Otro propósito de estos llamados incluyen una forma de mantener el contacto con otros miembros del grupo mientras se desplazan y de distinguirlos de integrantes de otros grupos.
La especie utiliza algunas formas de comunicación no vocal. La cola curvada o arqueada hacia atrás puede utilizarse como medio de advertencia a otro mono. Se utilizan movimientos de cabeza como amenaza o como una invitación para jugar. Sacudir las ramas o agitar los brazos se utiliza como advertencia de peligro al grupo.
A pesar de no usar herramientas, los monos araña de Geoffroy se consideran primates inteligentes. Un estudio realizado en 2007 concluyó que ocupan el tercer lugar en inteligencia entre los primates no humanos, superados solo por los orangutanes y chimpancés. Esta capacidad mental puede obedecer al tipo de dieta frugívora la cual requiere identificar y memorizar muchos tipos de alimento y su ubicación.

## Dieta

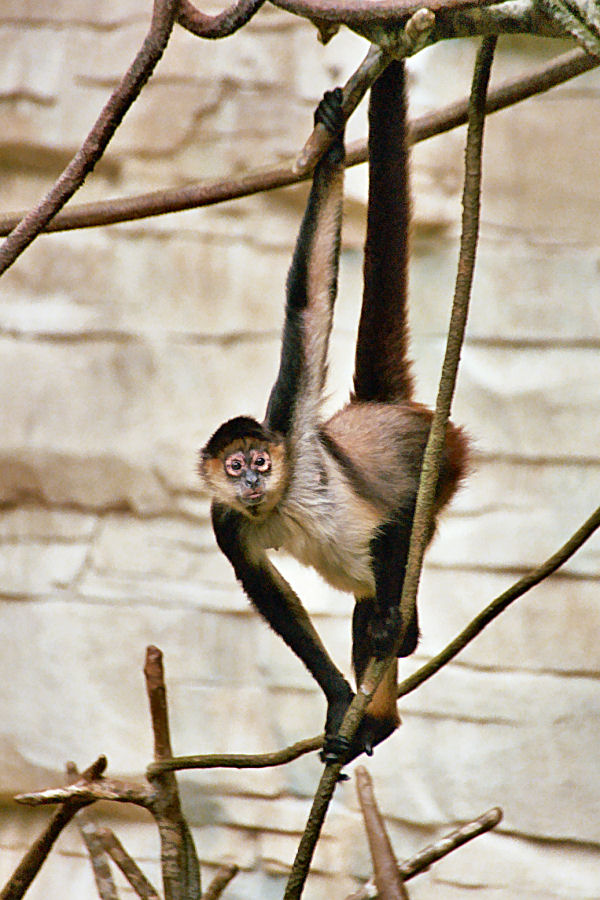
La cola prensil en ocasiones la utilizan mientras se alimentan.

Este primate se alimenta primordialmente de frutas —preferencialmente maduras y carnosas— y pasan haciéndolo el 70% a 80% del tiempo invertido en alimentarse. El resto de la dieta, en su mayoría, se compone de hojas, especialmente de hojas tiernas que contienen las proteínas ausentes en las frutas. Los componentes minoritarios de la dieta son flores, cortezas, insectos, miel, semillas y brotes.
Adicional a proporcionar la mayor parte de los requerimientos nutricionales, las frutas y hojas proporcionan una buena parte de sus requerimientos de agua. Al igual que otras especies de monos araña, pueden tomas agua acumulada en el interior de las hojas de las bromeliáceas en los árboles, pero a diferencia de estos, pueden descender al suelo en busca de otras fuentes de agua.

### Reproducción
Las hembras dan a luz una cría cada dos a cuatro años. Entre los machos, la reproducción no se restringe a los individuos dominantes. En un estudio realizado en la isla Barro Colorado, todos los machos del grupo fueron observados apareándose al menos una vez en el trascurso de un año. Sin embargo, los machos dominantes parecen aparearse con más frecuencia que los de bajo rango.
El apareamiento ocurre en posición sentada con la pareja orientada en la misma dirección y el macho sentado detrás de la hembra con los brazos cruzados alrededor del pecho de su pareja. Este intercambio puede durar entre 8 y 22 minutos. Antes del apareamiento, la pareja se separa del resto del grupo para consumarlo.
La gestación dura alrededor de 7,5 meses, después de la cual típicamente nace una sola cría, sin embargo, en ocasiones nacen gemelos. La coloración de los jóvenes es oscura y obtienen la coloración adulta a los cinco meses. Son acarreados bajo el pecho de sus madres por mes y medio a dos meses, posterior a lo cual cabalgan sobre su espalda. Lactan hasta el primer año, pero empiezan a consumir alimentos sólidos y a moverse independientemente desde los tres meses. A pesar de que pueden moverse independientemente, no pueden superar los trechos entre los árboles como lo hacen los adultos. Para ayudarlos, un adulto se extiende a través de la brecha, formando un puente sobre el que los jóvenes pueden cruzar.
Las hembras alcanzan la madurez aproximadamente a los cuatro años y los machos a los cinco años. Al alcanzar esta edad las hembras abandonan su grupo natal, cosa que no hacen los machos. Como resultado los machos del grupo se encuentran emparentados, pero las hembras no. La expectativa de vida en estado salvaje no se conoce, pero en individuos en cautiverio pueden vivir hasta 33 años.

## Conservación
El mono araña de Geoffroy es clasificada por la IUCN como especie en peligro, debido principalmente a la pérdida de hábitat. La especie requiere de grandes territorios de bosque primario para subsistir, por lo cual es muy vulnerable a la deforestación y en ocasiones es cazada por su carne y capturado como mascota. Debido a su baja tasa reproductiva y su población no puede reponerse fácilmente, la especie sufre de daños irreparables por estos eventos. Como resultado, la especie ha desaparecido de algunas en las que anteriormente era común. Tres de las subespecies se consideran críticamente amenazadas.
Este mono araña fue exterminado en la isla Barro Colorado, Panamá, a raíz de la caza en 1912. Sin embargo, entre 1959 y 1966 se inició un esfuerzo para reintroducirlo a la isla. Un grupo de al menos 18 individuos se reintrodujo, pero solo 5, un macho y cuatro hembras, sobrevivieron. Este pequeño grupo pudo prosperar hasta contar con 28 animales en 2003.